# Majsan
Koordinati:   42°57′38″N, 17°11′28″E
Majsan je majhen nenaseljen otoček v Jadranskem morju, ki pripada Hrvaški.
Majsan leži v Pelješkem kanalu okoli 2 km južno od naselja Orebić na Pelješcu. Površina otočka meri 0,153 km². Dolžina obalnega pasu je 1,74 km. Najvišji vrh otočka je visok 35 mnm.